# Gli indesiderabili (film 2023)
Gli indesiderabili (Bâtiment 5) è un film del 2023 diretto da Ladj Ly.

## Trama
Un attivista del posto e un giovane sindaco cercano di capire quale sia la strada migliore da perseguire per poter seguire al meglio il loro sobborgo impoverito alla periferia di Parigi.

## Distribuzione
Presentato in anteprima al Toronto International Film Festival l'8 settembre 2023, il film è stato distribuito da Lucky Red a partire dall'11 luglio 2024.